# Hulu Selangor

Hulu Selangor i delstaten Selangor.

Karta över distriktet Hulu Selangor.

Hulu Selangor (eller Ulu Selangor) är ett distrikt i delstaten Selangor i västra Malaysia. Befolkningen uppgick till 193 700 invånare år 2008, på en yta av 1 764 kvadratkilometer. Distriktets administrativa huvudort är Kuala Kubu Bharu.